# اچ‌ام‌اس وریر (۱۷۸۱)
اچ‌ام‌اس وریر (۱۷۸۱) (به انگلیسی: HMS Warrior (1781)) یک کشتی بود که طول آن ۱۶۹ فوت (۵۲ متر) بود. این کشتی در سال ۱۷۸۱ ساخته شد.